# Comté de Calhoun (Alabama)
Pour les articles homonymes, voir Comté de Calhoun.
Le comté de Calhoun est un comté des États-Unis, situé dans l'État de l'Alabama.

## Histoire
Le comté a été fondé le 18 décembre 1832 sous le nom de Comté de Benton, d'après l'homme politique Thomas Hart Benton. Son siège était alors à Jacksonville.
Le 29 janvier 1858, le comté fut renommé en Comté de Calhoun, en l'honneur de John Caldwell Calhoun, et son siège est déplacé à Anniston.

## Démographie
| 1840   | 1850   | 1860   | 1870   | 1880   | 1890   |
| ------ | ------ | ------ | ------ | ------ | ------ |
| 14 260 | 17 163 | 21 539 | 13 980 | 19 591 | 33 835 |

| 1900   | 1910   | 1920   | 1930   | 1940   | 1950   |
| ------ | ------ | ------ | ------ | ------ | ------ |
| 34 874 | 39 115 | 47 822 | 55 611 | 63 319 | 79 539 |

| 1960   | 1970    | 1980    | 1990    | 2000    | 2010    |
| ------ | ------- | ------- | ------- | ------- | ------- |
| 95 878 | 103 092 | 119 761 | 116 034 | 112 249 | 118 572 |